# Chiesa di San Giorgio Martire (Caselette)
La chiesa di San Giorgio Martire è la parrocchiale di Caselette, in città metropolitana e arcidiocesi di Torino; fa parte del distretto pastorale Torino Ovest.

## Storia
La prima citazione di una chiesa dedicata a San Giorgio a Comilitate, fondata forse dai Longobardi, ai quali era molto caro il santo, risale al 1043 ed è contenuta in un documento dell'abbazia di Novalesa.
Nel XII secolo la parrocchia passò sotto il controllo diretto dell'arcivescovo di Torino e fu affidata al clero diocesano, mentre prima era pertinenza dei monaci di Novalesa.
L'arcivescovo Ludovico da Romagnano, compiendo nel 1458 la sua visita pastorale, trovò che l'edificio versava in condizioni non ottimali.

Nella relazione della visita apostolica compiuta il 6 agosto 1584 dal vescovo di Sarsina Angelo Peruzzi s'apprende che al centro della struttura era presente il fonte battesimale e che era in previsione il rinnovamento dell'edificio; dieci anni dopo, il 20 luglio 1594 la chiesa fu visitata dall'arcivescovo Carlo Broglia.
All'inizio del XVII secolo l'edificio fu sottoposto a un intervento di rifacimento in occasione del quale la pianta venne ruotata di 180°, con la costruzione della nuova facciata a est.
All'inizio del XVIII secolo la parte superiore del campanile venne demolita perché pericolante, per poi venir ricostruita tra il 1711 e il 1712.

Nel 1810 la chiesa venne ampliata; questo edificio, tuttavia, verso la metà del XIX secolo si rivelò insufficiente a soddisfare le esigenze dei fedeli e si deliberò, così, per un nuovo rifacimento. Il progetto venne affidato al torinese Barnaba Panizza e i lavori ebbero inizio nel 1852; la consacrazione della ricostruita chiesa venne impartita nel 1914 dal vescovo ausiliare di Torino Angelo Bartolomasi.
Nel 1962 l'organo venne ricollocato sulla cantoria costruita sopra l'ingresso per volere di don Dante Bertino; nel 1965 furono condotti alcuni lavori volti ad adeguare alle norme post-conciliari il presbiterio, che venne interessato da un'ulteriore risistemazione nel 1982.

## Descrizione

### Esterno
La facciata della chiesa, che volge a oriente, è a salienti ed è suddivisa da una trabeazione in due registri, entrambi scanditi da lesene poggianti su uno zoccolo e terminanti con capitelli d'ordine dorico; quello inferiore presenta lateralmente due nicchie ospitanti le statue di Sant'Abaco e San Giorgio e al centro il portale d'ingresso, al quale s'accede tramite quattro scalini, sovrastato da due mensole; quello superiore è caratterizzato da una finestra semicircolare.

### Interno
L'interno dell'edificio si compone di un'unica navata, spartita in cinque campate, sulla quale s'affacciano a destra tre cappelle e a sinistra cinque; le pareti dell'aula sono scandite da lesene sorreggenti gli archi che incorniciano le già menzionate cappelle e la trabeazione sopra cui s'imposta la volta a vela.
Opere di pregio qui conservate sono la pala avente come soggetto la Madonna con Bambino assieme a San Giuseppe e a San Giorgio che uccide il drago, i dipinti ritraenti la Deposizione del Cristo morto dalla croce e il Martirio dei Santi Mario, Marta, Audiface e Abaco e la statua della Madonna del Rosario.